# Irina Angelina
Irina Angelina (n.c. 1181 – d. 1208) a fost fiica împăratului bizantin Isaac al II-lea Angelos și a primei sale soții, numită probabil de asemenea Irina și membră a familiei nobile Tornikes.

## Biografie
În 1193 Irina s-a căsătorit cu regele Roger al III-lea al Siciliei, însă acesta a murit la 24 decembrie 1193. Irina a fost capturată cu ocazia invaziei germanilor în Sicilia din 29 decembrie 1194 și recăsătorită în 25 mai 1197 cu ducele Filip de Suabia, membru al familiei Hohenstaufen și frate al împăratului Henric al VI-lea de Hohenstaufen. După căsătorie ea a primit numele Maria.
Tatăl ei, care fusese îndepărtat de la conducerea Imperiului Bizantin de fratele său Alexios al III-lea Angelos în 1195, a îndemnat-o să obțină sprijinul lui Filip de Suabia pentru reinstalarea sa ca împărat. Fratele ei, Alexios, a petrecut o vreme la curtea cumnatului său, Filip, pe parcursul pregătirilor care se făceau pentru Cruciada a patra. Astfel, ea a avut o anumită influență în desfășurarea evenimentelor acestei cruciade care, ajunsă la Constantinopol, l-a adus pe fratele ei pe tronul bizantin în 1204, sub numele de Alexios al IV-lea.
Rivalizat de Otto al IV-lea, descendent al Casei de Welf, Filip a reușit să-și consolideze stăpânirea în Sfântul Imperiu Roman. La 21 iunie 1208 Filip de Suabia a fost ucis de contele palatin al Bavariei, Otto al VIII-lea de Wittelsbach, iar Irina a devenit văduvă pentru a doua oară.
Ea a fost descrisă de poetul german Walther von der Vogelweide ca fiind "trandafirul fără spin, porumbelul fără pată".
După asasinarea soțului ei la 21 iunie 1208, Irina - pe atunci însărcinată - s-a retras la castelul din Hohenstaufen. Acolo, două luni mai târziu, la 27 august, a dat naștere unei fiice, numite Beatrice Postuma, însă atât mama, cât și fiica au murit la scurtă vreme după aceea. Irina a fost înmormântată în mausoleul familial al Hohenstaufenilor din mănăstirea abației din Lorch, alături de fiica și de fiii ei.

## Descendenți
Filip de Suabia și Irina Angelina au avut patru fiice:
- Beatrice (n. 1198–d. 1212), căsătorită cu rivalul tatălui ei, Otto al IV-lea de Welf
- Cunigunda (n. 1200–d. 1248), căsătorită cu regele Venceslas I al Boemiei
- Maria (n. 3 aprilie 1201 – d. 29 martie 1235), căsătorită cu ducele Henric al II-lea de Brabant
- Elisabeta (n. 1203–d. 1235), căsătorită cu regele Ferdinand al III-lea al Castiliei

- precum și doi fii, Reinald și Frederic, care au murit imediat după naștere.